# Borough of Ashford
Ashford ist ein Verwaltungsbezirk mit dem Status eines Borough in der Grafschaft Kent in England. Neben der Stadt Ashford, dem Verwaltungssitz, umfasst es auch zahlreiche Dörfer in der Umgebung; die zweitgrößte Ortschaft ist Tenterden. Der Bezirk ist noch weitgehend ländlich geprägt, wandelt sich aber zunehmend zu einem bedeutenden Industrie- und Dienstleistungszentrum. Grund sind der High Speed 1 und der Bahnhof Ashford International, wo zahlreiche Eurostar-Züge halten.
Der Bezirk wurde am 1. April 1974 gebildet und entstand aus der Fusion des Borough Tenterden, des Urban District Ashford sowie der Rural Districts East Ashford, West Ashford und Tenterden.
Koordinaten: 51° 9′ 0″ N, 0° 52′ 3″ O